# Natürlich gesund und munter
Natürlich gesund und munter ist eine zweimonatlich erscheinende, deutschsprachige Zeitschrift, die vom J.-Fink-Verlag mit Sitz in Stuttgart herausgegeben wird. Sie berichtet über die Themenfelder der Ganzheitlichen Gesundheit, Naturheilkunde und Komplementärmedizin. Das Magazin wendet sich an Menschen, die ihre Gesundheit auf natürliche Weise erhalten und verbessern wollen und eine gesunde Lebensweise anstreben.

## Inhalt
Das Heft ist unterteilt in die vier Hauptrubriken „Natürlich gesund“, „Bewusst leben“, „Sich wohlfühlen“ und „Gesund essen“. Der inhaltliche Schwerpunkt liegt auf der Prävention und der Beschreibung von Therapien mit Naturheilverfahren und Naturmedizin. Behandelt werden ausschließlich Themen, die dem Bereich der Komplementärmedizin zuzurechnen sind, wie z. B. der Pflanzenheilkunde, der Homöopathie, der Anthroposophischen Medizin, der Traditionellen chinesischen Medizin und dem Ayurveda.
Der Anspruch der Redaktion besteht darin, den Lesern verlässliche Informationen über Gesundheitsvorsorge und Therapien mit komplementärmedizinischen Verfahren zu liefern und diese für den Laien verständlich zu machen. Die Artikel im Magazin entstehen in fachlicher Zusammenarbeit mit Medizinern und Therapeuten, in der Regel handelt es sich dabei um approbierte Ärzte mit Zusatzqualifikation auf einem Gebiet der Komplementärmedizin, und Apotheker oder Heilpraktiker, die in den Artikeln genannt und im Heft vorgestellt werden.
Zusätzlich greift die Redaktion auf einen sogenannten „ständigen Expertenbeirat“ zurück, der die redaktionelle Weiterentwicklung des Magazins unterstützt. Eine inhaltliche Zusammenarbeit besteht auch mit Vereinigungen und Verbänden auf dem Gebiet der Komplementärmedizin, z. B. der Hufelandgesellschaft, dem Deutschen Zentralverein homöopathischer Ärzte, dem Verband „Natur und Medizin“, dem Dachverband Anthroposophische Medizin in Deutschland und der Deutschen Akademie für Homöopathie und Naturheilverfahren.
Das Ziel des Magazins ist es, dem Leser beim verantwortungsvollen Umgang mit seiner persönlichen Gesundheit zu unterstützen und ihm die positive Wirkung einer ganzheitlichen Lebensweise nahezubringen.

## Chronik
Die Zeitschrift erschien zum ersten Mal im September 2007 mit der Titelschreibweise > natürlich gesund & munter <. Zwischen 2007 und 2009 war das Magazin ausschließlich in Apotheken erhältlich. Seit 2010 wird es mit erweitertem redaktionellen Inhalt im Abonnement und Presseeinzelhandel in Deutschland, Österreich, der Schweiz und den Benelux-Ländern vertrieben. Die Schreibweise des Titels wurde 2015 auf die heute verwendete Form > natürlich gesund und munter <  geändert. Seit 2011 ist das Magazin auch als E-Paper erhältlich.
Seit 2007 ist natürlich gesund und munter Mitglied in der Auflagenkontrolle der IVW und wird von der deutschen Nationalbibliothek sowie einigen Landesbibliotheken archiviert.
Nach verschiedenen redaktionellen Erweiterungen versteht sich die Zeitschrift heute als Wissensmagazin für ein natürlich gesundes Leben.